# Partit de la Creu Fletxada
El Partit de la Creu Fletxada - Moviment Hongarès (en hongarès Nyilaskeresztes Párt – Hungarista Mozgalom) va ser un partit ultranacionalista hongarès d'extrema dreta dirigit per Ferenc Szálasi, que va formar un govern a Hongria que van anomenar Govern d'Unitat Nacional. Van estar al poder des del 15 d'octubre de 1944 fins al 28 de març de 1945. Durant el seu breu govern, foren responsables d'assassinar 15.000 civils i deportar a 80.000 més a camps d'extermini a Àustria. Després de la guerra, Szálasi i altres líders de la Creu Fletxa van ser jutjats com a criminals de guerra pels tribunals hongaresos.

## Història
Després que la breu República Soviètica Hongaresa fos enderrocada l'agost de 1919, els autoritaris conservadors sota el lideratge de l'almirall Miklós Horthy van prendre el control. Molts oficials hongaresos van participar en les represàlies conegudes com el Terror Blanc, i tot i que la Guàrdia Blanca va ser suprimida oficialment, molts dels seus membres van passar a la clandestinitat i van formar els primers grupuscles d'un moviment ultranacionalista en expansió.
En aquest context, el partit va ser fundat per Ferenc Szálasi l'any 1935 com a Partit de la Voluntat Nacional. Va tenir els seus orígens en la filosofia política dels extremistes filoalemanys com Gyula Gömbös, que va encunyar el terme "nacionalsocialisme" als anys vint. Durant aquesta primera etapa, però, les reivindicacions territorials sota la bandera d'una Gran Hongria van xocar amb les ambicions nazis, el que va provocar que el NDSAP donés suport al minoritari Partit Nacionalsocialista Hongarès.
El partit va ser proscrit el 1937, però es va reconstituir el 1939 com a Partit de la Creu Fletxada, presentant-se a les eleccions legislatives de maig de 1939, obtenint el 15% dels vots i 29 escons al Parlament. Posteriorment, amb l'esclat de la Segona Guerra Mundial, el règim de Horthy va tornar a prohibir el partit.
El 1944, la fortuna del Partit es va invertir bruscament quan Adolf Hitler va perdre la paciència amb la reticència de Horthy i el seu primer ministre moderat, Miklós Kállay, a seguir totalment l'estratègia alemanya. Així, el març de 1944 els alemanys van envair i ocupar Hongria (l'Operació Panzerfaust), cosa que va provocar la ràpida fugida de Kállay, sent substituït per un apoderat nazi, Döme Sztójay, que va tornar a legalitzar el Partit, que ostentaria el poder durant els propers mesos. En aquest moment, les forces soviètiques i romaneses havien empès profundament al territori hongarès. Com a resultat, l'autoritat del govern de Szálasi es limitava a una franja de territori cada vegada més estreta al voltant de Budapest.
En aquest context, el govern col·laboracionista va ser curt i brutal. Durant la primavera i l'estiu de 1944, més de 400.000 jueus van ser conduïts a guetos i després deportats als camps d'extermini pels nazis, amb l'assistència entusiasta del Ministeri de l'Interior hongarès i la seva gendarmeria (el csendőrség). A mesura que avançava l'estiu, i amb els exèrcits aliats i soviètics apropant-se al centre d'Europa, la capacitat dels nazis de dedicar recursos a la Solució jueva d'Hongria es va reduir, però encara van dur a terme moltes massacres. S'ha estimat que durant la tardor de 1944 no hi havia més de 4.000 membres de la Creu Fletxa a Budapest, però malgrat això van ser capaços d'aterroritzar el milió d'habitants de la ciutat.
El govern de la Creu Fletxa va caure efectivament a finals de gener de 1945, quan l'exèrcit soviètic va prendre Pest i les forces de l'Eix es van retirar a través del Danubi. Szálasi s'havia escapat de Budapest l'11 de desembre de 1944, portant amb ell la corona reial hongaresa, mentre que les restes de la Creu Fletxada i les forces alemanyes van continuar lluitant a l'extrem oest d'Hongria fins al final de la guerra.
Un cop derrotats, molts líders del Partit van ser capturats i jutjats per crims de guerra, incloent grans dirigents com el propi Ferenc Szálasi, que va ser declarat culpable de crims de guerra i alta traïció, condemnat a mort. Va ser executat a la forca el 12 de març de 1946.

## Resultats electorals

### Assemblea Nacional
| Any  | Líder          | Vots    | %     | Escons   | +/- | Govern   |
| ---- | -------------- | ------- | ----- | -------- | --- | -------- |
| 1939 | Ferenc Szálasi | 530,405 | 14.4% | 29 / 260 | Nou | Oposició |